# Арпачёво
Арпачёво — село (официально числится деревней) в Торжокском районе Тверской области. Относится к Никольскому сельскому поселению.
Находится в 27 км к западу от города Торжка, в 2 км от села Никольское.
Село стоит на реке Таложенке, притоке реки Осуга.
Население по переписи 2002 года — 47 человек.

## История
Село Арпачёво было вотчиной Львовых. До постройки Казанского храма в селе была деревянная церковь святого Николая Чудотворца.
В 1678 году сельцо Арпачево принадлежало Борису Пименовичу Львову.
В 1710 г. владелец Арпачёво капитан Семён Борисович Львов (ум. 1711) Его жена Домна Васильевна 45 лет, сын Петр 15-ти лет, на службе в армии в вахмистрах в Енисейском полку, сын Лаврентий 9 лет и дочь Афросинья 6 лет. (Переписная книга переписи дворян Новоторжского уезда Санкт-Петербургской губернии — 1710 г.)
По данным 1 ревизии (перепись населения по указу Петра I) в 1719 г. владелец села Арпачева Лейб-Гвардии Семеновского полка капрал Петр Семенов сын Львов. Крестьян 12 человек мужского пола, деловых людей 17 человек (в 1 ревизии учитывалось только мужское население).
В 1730 г. в приходе Николаевской церкви села Арпачева зарегистрировано рождение 3 младенцев. Поп Василий Димитриев, пономарь Петр Михайлов.
В 1737 году священник села Арпачёва  Яков Карпов, дьячок Григорий Михайлов, пономарь Пётр Михайлов.
В 1738 году в селе 8 дворов: 1, 2,3 двор — духовные (поп, дьячок, пономарь) и их домашние. 4-й двор — дворянская жена вдова Домна Васильевна Львова (урожд. Шишкова), сноха её вдова капитанская жена Пелагея Ивановна (урожд. Соймонова, бабушка архитектора Николая Львова), её дети Александр, Николай, Пётр. Количество дворовых (прислуги) и их домашних: 67 человек. Крестьян 51 человек (4 двора).
В 1747 году в деревянной церкви святого Николая Чудотворца венчались родители архитектора Николая Львова: сержант Кронштадского пехотного полка Александр Петрович Львов и Прасковья Федоровна Хрипунова.
В мае 1753 года в этой же церкви крестили будущего архитектора Николая Александровича Львова.
В 1760 г. заложено 20 душ крепостных крестьян. Заём «Титулярнаго Советника Петра Петрова сына Львова в 200 рублях, в Новоторжском уезде, в селе Арпачове 20 душ». Московские ведомости.
В 1763 году коллежским асессором Николаем Петровичем Львовым заложено 12 душ мужского пола в селе Арпачёве на сумму 120 рублей.
С 1783 по 1791 г. велось строительство Казанской церкви по проекту архитектора Н. А. Львова.
В 1785 г. секунд-майором Александром Николаевичем Львовым с аукционного торга у фабриканта Антона Тавлеева были куплены и переведены в Арпачёво крестьяне. 
23 мая [4 июня] 1854 года, в Казанском храме венчались генерал-губернатор Западной Сибири генерал от инфантерии Густав Христианович Гасфорд и Надежда Николаевна Львова, дочь действительного статского советника Николая Фёдоровича Львова, племянница второй покойной жены Густава Любови Львовой. Поручителем по жениху стал капитан Герасим Колпаковский, старший адъютант штаба отдельного Сибирского Корпуса Молдинского пехотного полка. Поручителем по невесте — инженер путей сообщения Пацевич Петр Иванович. Брачный обыск производили священник Василий Дубровский, дьячок Виктор Казанский, пономарь Матфей Некрасов.
В 1859 году во владельческом селе Ропачёво (Арпачёво) 31 двор, 368 жителей.
В конце XIX — начале XX века село Арпачёво — центр прихода Никольской волости Новоторжского уезда Тверской губернии. В 1884 году в селе 66 дворов, 388 жителей.
В 1886 году в селе Арпачёво открылась школа. При школе была квартира для учителя. Школой заведовал местный священник П. М. Нечаев, который преподавал в ней закон Божий. Учитель с окт. 1895 г. М. Н. Дмитровский, окончивший курс семинарии. Помощница учителя — дочь псаломщика Екатерина Максимовна Казанская, окончившая курс в арпачёвской церковно-приходской школе.
В 1907 году в селе произошли беспорядки, возникшие в ходе многолетнего экономического конфликта крестьян с арендатором Родионовым. Не договорившись мирно, крестьяне устроили погром на Пасху, 22 апреля, сломав прилегавшие к имению заборы и изгороди на протяжении версты, и, применяя угрозы, пытались прогнать семью арендатора. В Арпачево прибыли конные стражники, с которыми у крестьян произошло столкновение, продолжавшееся несколько часов. С колокольни раздавался набат, сбежались крестьяне со всей округи. 27 апреля в Арпачево снова прибыл Новоторжский уездный исправник с судебным следователем по важнейшим делам и эскадроном драгун. 28 апреля исправник арестовал 5 крестьян, виновных в аграрных беспорядках и вооружённом сопротивлении полиции, и в тот же день они были отправлены в Новоторжскую тюрьму.
В 1915 году в с. Арпачёво 94 двора. (Для сравнения в Никольском 73 двора, в Бол. Вишенье — 109 дворов).
Последний священник села Арпачёва — Ярославцев Василий Иванович, уроженец г. Каргополь (1885—1949). Окончил Олонецкую духовную семинарию. Рукоположён в сан священника в 1909 г. После революции, в конце 20 гг. сослан в ссылку.
Арпачёвский народный хор принимал участие в съёмках детского фильма «Огоньки» (1972) режиссёра Бориса Рыцарева.

## Известные люди
Александр Петрович Львов (отец архитектора Н. А. Львова). Похоронен на приходском кладбище, могила утеряна.
В 1854 году в арпачёвском Казанском храме венчался со своей 3-й женой Надеждой Львовой, генерал-губернатор Западной Сибири, Густав Христианович Гасфорд.

## Население
| 1859 | 1884 | 2002 | 2010 |
| ---- | ---- | ---- | ---- |
| 368  | ↗388 | ↘47  | ↗50  |

## Достопримечательности
- Казанская церковь и колокольня, построенные по проекту Н. А. Львова (1791 год)[11].